# Тушнали
Тушна́ли (рос. Тушналы, марій. Тушнаял) — присілок у складі Гірськомарійського району Марій Ел, Росія. Входить до складу Виловатовського сільського поселення.

## Населення
Населення — 109 осіб (2010; 133 у 2002).
Національний склад (станом на 2002 рік):
- гірські марійці — 99 %